# Roberto Mena Pérez
Roberto Mena Pérez (nascido em 6 de março de 1984) é um atleta paralímpico espanhol que compete na modalidade de basquetebol em cadeira de rodas. Participou dos Jogos Paralímpicos de Verão de 2012 em Londres.